# Alessandro Ypsilanti
Alessandro Ypsilanti (in greco Αλέξανδρος Υψηλάντης?, in romeno Alexandru Ipsilanti, in russo Александр Ипсиланти?; Costantinopoli, 12 dicembre 1792 – Vienna, 31 gennaio 1828) è stato un patriota greco fanariota, nipote del suo omonimo nonno, principe di Moldavia e di Valacchia alla fine del XVIII secolo.
È considerato un eroe nazionale greco.

## Biografia

### Storia di famiglia
Suo padre, Costantino Ypsilanti, aveva preso parte a un complotto per liberare la Grecia dalla dominazione turca. La cospirazione fu scoperta e Costantino si rifugiò a Vienna. Il sultano gli concesse il suo perdono e lo nominò gospodaro di Moldavia nel 1799, demandandogli tra gli altri compiti il restauro della fortezza di Bender. Deposto nel 1805, fuggì a San Pietroburgo.
Nel 1806 alla testa di 20000 russi s'impadronì di Bucarest e si batté nuovamente per l'indipendenza greca. La successiva pace di Tilsit 1807 in base alla quale l'Impero russo rinunciava alla occupazione della Moldavia e della Valacchia accordandosi con Napoleone, ridusse a nulla le sue speranze di indipendenza dei greci. Ritornò in Russia dove morì nella città di Kiev.

### Giovinezza
Il giovane Alessandro aveva accompagnato il padre a San Pietroburgo nel 1805. Iniziò colà la sua carriera militare nella Guardia imperiale dove si distinse per il suo coraggio nel 1812 e 1813. Nella battaglia di Dresda perse un braccio. Fu promosso colonnello nel 1814 e divenne aiutante di campo dello zar Alessandro I, nel corso della guerra contro Napoleone. In virtù di questo grado militare partecipò al Congresso di Vienna. Nel 1817 fu nominato generale di una brigata di ussari.
Iniziato in Massoneria, nel 1810 fondò a San Pietroburgo la loggia "Palestina", che nel 1815 creò con le logge di San Pietroburgo Pietro alla Vérità, Isis di Reval et Nettuno alla Speranza di Kronštadt, la "Gran Loggia Astraea", raggiunse il settimo grado (Eletto), nel 1816 fu affiliato alla loggia delle "Tre Virtù". La sua adesione alla Massoneria gli fece perdere il favore dello zar Alessandro I. Nel 1820 dopo il rifiuto del conte Giovanni Capodistria, fu scelto dalla “Società degli Amici” (“Filiki Eteria”) o Eteria, società segreta patriottica greca, come capo militare.
Il 6 marzo 1821 insieme a numerosi altri ufficiali che avevano militato nell'esercito russo, annunciando che egli aveva il sostegno di una grande potenza, entrò in territorio ottomano per scatenare una rivolta nei Principati danubiani, che portasse all'indipendenza greca dall'Impero ottomano.
Conquistò la città di Iași lo stesso giorno dell'invasione ma, invece di continuare l'avanzata, si fermò permettendo che si compisse un massacro dei mercanti turchi. Non riuscì ad arrivare a Bucarest che era più o meno nelle mani del suo alleato valacco Tudor Vladimirescu. I cittadini valacchi, in realtà, avevano motivi di lamentarsi più dell'amministrazione greca fanariota, che il governo turco aveva loro assegnato, che dello stesso Impero ottomano.

### Il voltafaccia della Russia
Sembrerebbe che il cancelliere austriaco Metternich avesse fatto redigere una falsa corrispondenza fra lo Ypsilanti e i liberali parigini al fine di screditarlo agli occhi dello zar.
Il 12 maggio 1821, la Santa Alleanza, contraria ad ogni turbamento dell'ordine internazionale stabilito al Congresso di Vienna, fece pubblicare un manifesto con il quale ricordava alle popolazioni che esse dovevano attendersi riforme e giustizia dai loro sovrani legittimi e non cercare di ottenerle con le armi. Si condannava in questo modo quanto stava accadendo in Italia ma anche in Moldavia.
Lo stesso zar Alessandro I di Russia dichiarava che egli considerava la spedizione di Ypsilanti come «l'effetto dell'esaltazione che caratterizza l'epoca attuale, come il risultato della mancanza d'esperienza e della superficialità di un giovane.» Nel contempo Ypsilanti veniva radiato dai ruoli dell'esercito russo.
La Russia poi offriva all'Impero ottomano l'aiuto delle sue truppe per reprimere l'insurrezione della Moldavia e Valacchia.
Nel frattempo il sultano aveva ottenuto dal nuovo patriarca di Costantinopoli (il precedente era stato impiccato il 10 aprile) la scomunica di Ypsilanti.
Le truppe che egli era riuscito a raccogliere, considerate dai greci come il secondo "battaglione sacro" della loro storia, avevano incominciato a disertare in numero tale che la sconfitta era inevitabile. Ypsilanti fu definitivamente vinto a Drăgăşani il 19 giugno 1821.

### La prigionia e la morte
Egli allora negoziò con le autorità austriache il permesso di attraversare il loro territorio per raggiungere la Russia. Metternich accettò ma non appena Ypsilanti fu sul suolo austriaco lo fece arrestare.
Trascorse sette anni in una fortezza militare e in una residenza sorvegliata. Alla fine del 1827 lo zar Nicola I ottenne dal governo austriaco la sua liberazione.
Ypsilanti si ritirò a Vienna dove morì il 31 gennaio 1828 a causa delle conseguenze non curate delle sue ferite e delle cattive condizioni nelle quali aveva passato gli ultimi sette anni della sua vita.